# John-Anders Sjögren
John-Anders "Jonte" Sjögren, född 11 december 1938 i Herrljunga, är en svensk tennisspelare och framgångsrik tränare bland annat för Mats Wilander och det svenska Davis Cup-laget.

## Sjögren som tennisspelare
John-Anders Sjögren blev svensk juniormästare i tennis 1956, och spelade samma år i det svenska juniorlandslaget. Säsongen 1960 deltog han i det segrande laget i svenska mästerskapen för klubblag (Herrljunga TK). Som tennisspelare tillhörde Sjögren under 1960-talet gruppen spelare strax under den främsta svenska eliten. Han satsade aldrig på en internationell tävlingskarriär för egen del. Hans främsta merit var finalen i ute-SM 1963. I kvartsfinalen besegrade han Ulf Schmidt. I finalen mötte han Sveriges etta, Jan-Erik Lundqvist som vann med 6-2, 6-0, 6-3.

## Sjögren som tennistränare
Sjögren är främst känd för sina mångåriga insatser som tennistränare. Han började sin tränarkarriär i slutet av 1960-talet. Under 1970-talet hade han flera ledaruppgifter för juniorer. Han verkade som svensk Davis Cup (DC)-kapten åren 1979-81 och 1989-94. Hans första DC-lag bestod av spelarna Björn Borg, Ove Bengtson, Stefan Simonsson och Per Hjertqvist. Åren 1981-89 var Sjögren Mats Wilanders tränare. Det var under den perioden Wilander utvecklades till en av spelets giganter med sammanlagt sju vunna titlar i Grand Slam-turneringar. 
Under en tvåårsperiod (1981-83) ledde Sjögren Team SIAB, där byggföretaget SIAB sponsrade helårsträning i Sverige och utomlands för fyra unga lovande spelare, Mats Wilander, Joakim Nyström, Anders Järryd och Hans Simonsson. De fyra utgjorde under perioden också Sveriges DC- och King's Cup-lag. Teamet gjorde träningsresor till bland annat Bangkok, Australien och USA. Sjögren satte för Team SIAB upp målet att alla spelare skulle lära sig att spela på alla typer av underlag. Han lät spelarna träna såväl grundslag som ett offensivt volleyspel på olika bantyper, inte minst på gräs. Under Sjögrens ledning utvecklades spelarna till internationella elitspelare, alla med GS-titlar bland meriterna. 
Som tränare hämtade Sjögren inspiration bland annat hos den legendariske australiske tränaren Harry Hopman, men också andra som exempelvis Neale Fraser. År 1994 vann DC-laget under Sjögrens ledning DC-titeln genom finalseger över Ryssland.
Åren 1994-96 var Sjögren tränare för det österrikiska DC-laget.
År 1994 tilldelades Sjögren Riksidrottsförbundets fair-play-pris. Han upptogs 2006 i the Swedish Tennis Hall of Fame.
Sjögren är gift med Birgitta och är sedan många år bosatt i Båstad. Paret har två söner. År 1992 gav han tillsammans med Jan Kotschack ut boken En bok om tennis.